# ティムールの征服戦争
ティムールの征服戦争（ティムールのせいふくせんそう）では、1370年から1405年までのティムールの征服事業について解説する。モンゴル帝国再興を目指してティムールは中央アジア、トルキスタン、ペルシア、イラク、シリア、南ロシア、インドへの征服戦争に生涯を費やし一大帝国を築く。これはユーラシア規模の最後の征服戦争であった。

## 概要
東西に分裂したチャガタイ・ウルスはトゥグルク・ティムールによって再統一された。そのトゥグルク・ティムールの許で頭角を現わしてきたのが、バルラス部出身のモンゴル没落貴族ティムールであった。
ティムールはやがて自立を目指すようになり、モグーリスタン・ハン国やアミール・フサインとの抗争の結果、1370年に覇権を確立してティムール朝が成立する。この時、ティムールはチンギス家出身のソユルガトミシュをハーンに推戴して、自身はハーンの婿（キュレゲン）という地位に甘んじた。これは当時のユーラシアに行き渡っていたチンギス統原理に配慮したものである。
ティムールはモグーリスタンとホラズムに遠征を繰り返し、また、ジョチ・ウルス内部での抗争に敗れたトクタミシュを支援して彼をハーン位に就けた。北方の安全を確保したティムールはフレグ・ウルスの獲得を目指してペルシアに軍を進めて、ジャライル朝を始めとする同地の諸王朝を制圧・服属させた。ところが、トクタミシュが本国に侵攻したのを受けて、その成果を放棄する形で1388年に一旦帰国する。そしてトクタミシュに対してキプチャク草原に軍を進めて勝利を収めた。
その後、ティムールは以前に放棄をせざるを得なかったフレグ領の回復を目指して5年戦役を開始し、ジャライル朝のスルタンを駆逐してバグダードを制圧する。一方、ティムールに敗れたトクタミシュは復讐の機をうかがい、マムルーク朝を始めとするイスラム諸国を糾合して対ティムール同盟を結成する。反ティムール同盟に対してティムールは再びキプチャク草原に軍を進めてサライを占領・破壊する。1396年にはインドのトゥグルク朝に侵攻して、デリーから莫大な財宝、職人、戦象を奪い去って帰還した。
インドから帰還したティムールは反ティムール同盟に止めを刺すために、1400年にシリアに軍を進めてダマスカスを破壊するが、この際にイブン・ハルドゥーンと会見している。1402年にはオスマン帝国をアンカラの戦いで撃滅してスルタン・バヤズィト1世雷帝を捕虜とする。
モンゴル帝国の西方を征服したティムールは帝国再現の総仕上げとして旧大元ウルス（元）領に向けて軍を進めるが1405年に死去し、遠征も打ち切られた。

## 背景
チンギス・カンによって建国されたモンゴル帝国は本宗家にあたる大元ウルスの許で緩やかな連合体となりユーラシア大陸はパクス・モンゴリカ（モンゴルの平和）と言うべき空前の平和と繁栄を享受することになる。しかし、それも14世紀の半ばに入ると地球規模の天災（ペスト）により帝国は崩壊の道を進んでいくことになる。本家の大元ウルスではハーンを巡る権力闘争、宮廷の乱費や紙幣の乱発の結果、政治は乱れ、農民の反乱（紅巾の乱）が勃発して、朱元璋が明を建国し、1368年に大都を占領する。トゴン・テムル以下大元の宮廷はモンゴル高原に帰還して、その勢力は北元と呼ばれた。
西方の諸ハーン国も似た状況であった。ペルシアを支配したフレグ・ウルスでは1354年に最後のチンギス家の人物が死に絶えて崩壊し、その貴下に置かれていたモンゴル・トルコ貴族が各地に勢力を築き、群雄割拠とも言える状況であった。南ロシア（キプチャク草原）を支配したジョチ・ウルスでは政権を担っていたバトゥ・オルダ両王家の血筋が断絶し（金帳汗国をバトゥ王朝と見做すなら、この時点で滅亡したことになる）、非チンギス家のママイが次々にハーンの擁立・廃位を繰り返していた。
中央アジア・トルキスタンを支配したチャガタイ・ウルスでは、東部のモグリスターンの草原で遊牧を送る勢力と西部のマー・ワラー・アンナフルで定住生活を送る勢力との間で深刻な亀裂が起きていた。前者は「モグール」、後者は「チャガタイ」と自らを呼んで互いに罵り合っていた。結果、1340年に東西に分裂する。西チャガタイ・ハン国は1346年にカザン・ハンがカズガンによって殺害され、以後は有力なアミールが傀儡のハーンを有しながら互いに争う事態になった。東チャガタイ・ハン国（モグーリスタン・ハン国）ではイミル・ホージャの落胤とも言われるトゥグルク・ティムールが実権を握り、1360年にはマー・ワラー・アンナフルに軍を進めてチャガタイ・ウルスを再統一する。そのトゥグルク・ティムールの許で急速に台頭してきたのがティムールであった。

## ティムール朝の成立
ティムールは1336年にマー・ワラー・アンナフルの地でモンゴルの有力部族であるバルラス部の没落貴族の家に生まれた。若い頃は少数の仲間とともに山賊紛いの生活を送っていたが、成長するにつれて秀でた軍事才能を発揮するようになった。1360年にトゥグルク・ティムールが攻めてくるとこれに帰順した。トゥグルク・ティムールは、アミール・ハージーに代わるバルサラ部の長及びキシュのアミールの地位をティムールに与えた。急速に頭角を現したティムールはカーブルの有力者アミール・フサインと盟約を交わし、その妹であるウルジャイ・トゥルゲン・アガと結婚した。アミール・ハージーの帰国と共にバルサラ部の長の地位を奪われるものの、翌年のトゥグルク・ティムール自身の親征によりマー・ワラー・アンナフルの有力部族は駆逐され、ティムールは再びキシュの統治権を委ねられる。だが、ティムールはトゥグルク・ティムールからの独立を意識するようになり、マー・ワラー・アンナフルを去り、ホラズムに逃れたアミール・フサインに合流した。
ティムールとフサインは追手に遭いながらも独立戦争の下準備を進め、アフガニスタン南部で挙兵する。チャガタイ軍はスィースターンを攻撃するが、この時にティムールは右腕と右足に負傷を負い、一生の間引き摺ることになる。その後、チャガタイ軍は北上するが、馳せ参じる者は増えて6千騎にまでなった。連合軍はワフシャーン川を挟んで2万のモグール軍と対峙する。夜半のティムールの奇襲が功を奏し、モグール軍は退却した。しかもトゥグルク・ティムールの訃報を受けて本国に逃げ帰ったのである。かくしてマルワーンはティムールとフサインの手に帰し、1364年にサマルカンドでクリルタイが開かれ、チャガタイ家のカーブル・シャーが新ハーンとなった。
1365年に新たにモグリスタンのハーンとなったイリヤース・ホージャは再びマー・ワラー・アンナフルに支配権を確立せんとし軍を進め、ティムール・フサインはこれをタシュケント付近で迎え撃った。チャガタイ軍は圧倒的な戦力を誇っていたにもかかわらず、モグール軍に大敗を喫したのである。ティムール・フサインは命からがら落ち延び、勢いに乗るモグール軍はサマルカンドを包囲した。だが、「サルバダール」と呼ばれる自治組織の抵抗、疫病の流行等により本国への撤退を余儀なくされる。サマルカンドを死守した「サルバダール」であったが、ティムール・フサインにとっては目の上の瘤でしかなく、即座に粛清された。
この頃からフサインは専横を極めるようになり、ティムールは彼との確執を深めるようになる。1366年の秋にウルジャイ・トゥルゲン・アガが死去すると対立は決定的になる。ティムールはメルヴ近郊のマーハーンを拠点にして挙兵する。当初は一族郎党等200騎に過ぎなかったが、フサインを巧みに翻弄する。やがてティムールは昨日の敵であったモグーリスタン・ハン国と同盟を結ぶ。この報に驚いたフサインは1368年にティムールに和約を請うが、この時に多くのチャガタイ・アミールがティムール側についた。これを好機としたティムールは翌1369年にオゴデイ家出身のソユルガトミシュを新ハーンに推戴し、フサインの拠点であるバルフを包囲した。フサインは降伏するも一族共々処刑された。
マー・ワラー・アンナフルを完全に掌握したティムールはハーン位をそのままソユルガトミシュに委ね、自らはフサインの後宮からカザン・ハーンの娘であるサライ・ムルク・ハーヌムを娶ってハーンを補佐する婿（キュレゲン）の地位に甘んじた。ユーラシアにはチンギス統原理が浸透しており、それに配慮したのである。
1370年4月9日、ティムールはチャガタイ・アミール、チンギス家の王子、サイイド等の了承を受けて王位に就く。ティムール朝の誕生である。

## ティムールの征服戦争

### ホラズム・ペルシア遠征
政権を掌握したティムールであったが、反抗勢力は存在した。ティムールは彼等を粛清する一方で官庁を整備して政権を順調に経営していった。外征も頻繁に行い、モグーリスタンやホラズムに軍を進めた。後者はスーフィ朝が統治していたが、ティムールは嫡子ジャハーンギールとスーフィ朝の王女を結婚させることで支配下に置いた。
そのティムールの許へ白帳汗国の王子トクタミシュが庇護を求めてきた。バトゥ・オルダ両王朝滅亡後のジョチ・ウルスではトカ・テムル一門が台頭してきたが、そのトカ・テムル一門間で殺し合いが頻発してトクタミシュが逃れてきたのである。ティムールはこれを支持して、白帳のオロス・ハンを破ってハーン位に就けた。トクタミシュは更にサライを支配する青帳汗国を倒してジョチ・ウルスを統一する。かくして、ティムールの威光はキプチャク草原にまで及んだ。この間に嫡子ジャハーンギールの死去と言う悲運に見舞われたものの、北方の安全を確保したティムールは旧フレグ・ウルスの「回復」を目指してペルシアに軍を進めた。
フレグ・ウルス崩壊後のペルシアではモンゴル・トルコ系の豪族が群雄割拠していた。最初に標的となったのがホラーサーンを支配するクルト朝であった。1381年にティムールは三男のミーラーン・シャーにヘラート周辺を攻略させ、自らは難攻不落の要塞と恐れられたフジャンジを攻め落とした。クルト朝のギヤースッディーン・ピール・アリーは徹底抗戦の構えを見せるも、遂にヘラートは陥落した。ティムールは身代金を課すに留めてギヤースッディーン・ピール・アリーの地位を保障したが、1383年に反旗を翻すとこれを殺し、その首でピラミッドを築いた。以後、ヘラートはティムール朝の重要拠点の一つとなる。
翌1384年にティムールはジュルジャーンからマーザンダラーンを支配するモンゴル系のアミール・ワリーを攻めた。大小の河川や密林で覆われたアスタラーバードは工作兵を使って攻め、アミール・ワリーはこれに堪え切れずにレイに逃亡する。ティムールはアミール・ワリーを追い、スルターニーヤに至った。アミール・ワリーは逃亡先で殺され、その首はティムールの許に送られた。

#### 3年戦役
1386年にペルシア東部を制圧したティムールは西部に軍を進めルリスターンのルル人を下した。次の標的はアゼルバイジャンからイラクを統治するモンゴル系ジャライル部のジャライル朝であった。ティムールはコーカサスに軍を進めるが、ジャライル朝のスルタン・アフマドは戦わずして逃亡し、タブリーズはティムールに下った。ティムールは同都市の学者・芸術家・職人をサマルカンドに送った。これは以後のティムールの慣習となる。そのまま北上してキリスト教国のグルジア王国を下し、そこで冬を過ごした。
翌1387年にトクタミシュが侵入したとの報が届いた。ジョチ・ウルスを掌握したトクタミシュはママイを潰し、その勢いでモスクワも落としてルーシ諸国へ支配権を確立したが、それに飽き足らずティムールに反旗を翻したのである。ティムールはミーラーンシャーを急遽派遣してキプチャク軍を追い払った。その後、ティムールはトゥルクマン系の国家黒羊朝を駆逐しつつ、アルメニアを制圧した。
ペルシア制圧の総仕上げとしてティムールは南西部のムザッファル朝を攻めた。当初は平和裏に解決しようとムザッファル朝のザイヌル・アービディーンの許で使者を派遣するものの、ザイヌル・アービディーンがこれを捕えて拘留すると武力で打開する手段に出た。ティムール軍がイスファハンに迫ると同市は降伏を申し入れたが、一部の市民がティムール軍を襲い始めると、ティムールは市民を皆殺しにして首のピラミッドを築いた。その数は7万にも及んだと言う。イスファハンを落としたティムールはシーラーズへと向かうが、ザイヌル・アービディンは逃亡して同市は戦わずして降伏した。他のムザッファル朝の君主達も次々に帰順してティムールのペルシア征服は完遂するかに見えた。
ところが、本国からの報告が事態を一変させる。トクタミシュの軍隊は本国マー・ワラー・アンナフルに攻め寄せ、更にはモグリスターンも呼応して攻めてきたのである。迎え撃つ王子ウマル・シャイフは苦戦を余儀なくされ、遂にはブハラが包囲されるに至った。これを聞いたティムールは1388年2月に遠征を切り上げ、「3年戦役」の成果は水泡に帰したのである。なお、同年には傀儡のハーンであったソユルガトミシュが死去して、息子のスルタン・マフムードが新たにハーン位に就いた。彼は単なる傀儡ではなく、ティムールの片腕として活躍することになる。

### トクタミシュとの戦い

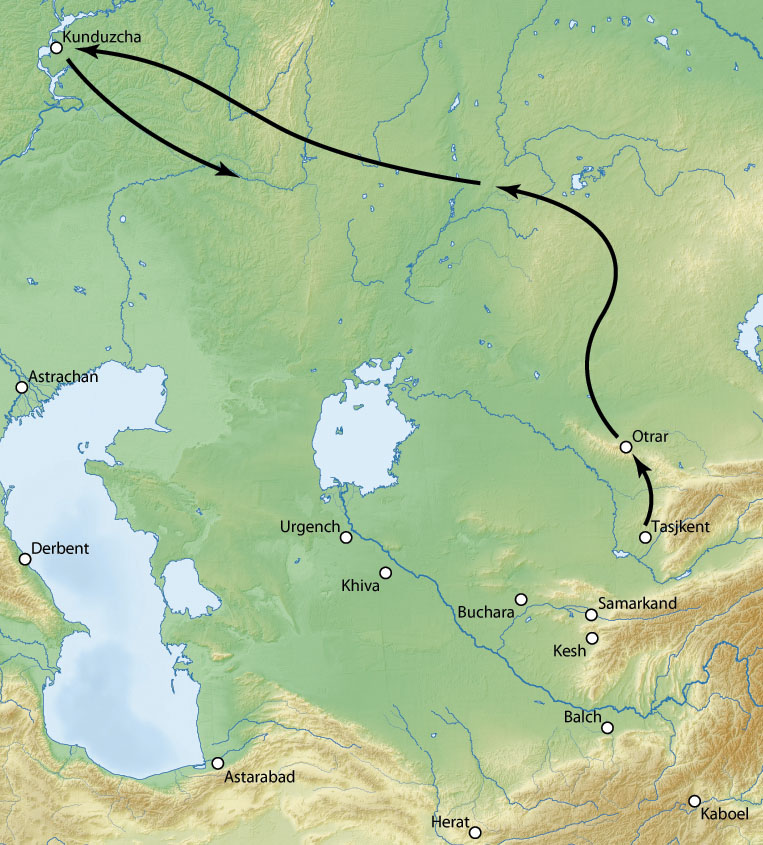
ティムールの遠征路（1391-1392）

ティムール帰還するの報を受けトクタミシュは一旦は軍を引き返すも、再び攻め寄せた。これにはティムールも憤激してトクタミシュを討伐することを決めたが、そのために2年間準備を行い、後方の憂いを絶つためにモグリスターンに軍を進めた。かくして1391年1月にティムールはトクタミシュに対して20万の軍を率いて出陣したのである。ティムールには別のトカ＝テムル家のティムール・クトゥルグとエディゲが随伴していた。キプチャク草原に進んだティムール軍であったが、そこは飢餓地帯であった。飢えと渇きに苦しみながらもティムール軍はトクタミシュの本隊を捕えることに成功し、6月にコンドゥルチャ川で対峙した。
この時ティムール軍は7つの編隊から成っていた。即ち、前衛にスルタン・マフムード、中央に嫡孫ムハンマド・スルタン（嫡子ジャハーンギールの長男）、その後衛にはティムール本隊、右翼にはミーラーン・シャーと先陣のサイフ・ウッディーン、左翼にはウマル・シャイフと先陣のピールディ・ベクがそれぞれ配置していたのである。対するトクタミシュは自身が中央に位置し、両翼に王族等が配置する構えを見せた。
ティムールが祈りの後に「アッラー・アクバル」と叫ぶとともに戦いの火蓋が切られた。右翼の先陣のサイフ・ウッディーンが敵の左翼を打ち砕くと、ミーラーン・シャーの右翼軍がこれを一気に粉砕した。ムハンマド・スルタンの中央軍も敵中央軍を圧倒し、ウマル・シャイフの左翼軍は良く持ち堪えた。コンドゥルチャ川の戦いはティムールの大勝利に終わり、トクタミシュは命からがら落ち延び、ボルガ河は敗残兵の死体で一杯になった。ティムールはジョチ・ウルスの新たな支配者としてティムール・クトゥルグとエディゲを任命して帰国したのであった。

### 5年戦役

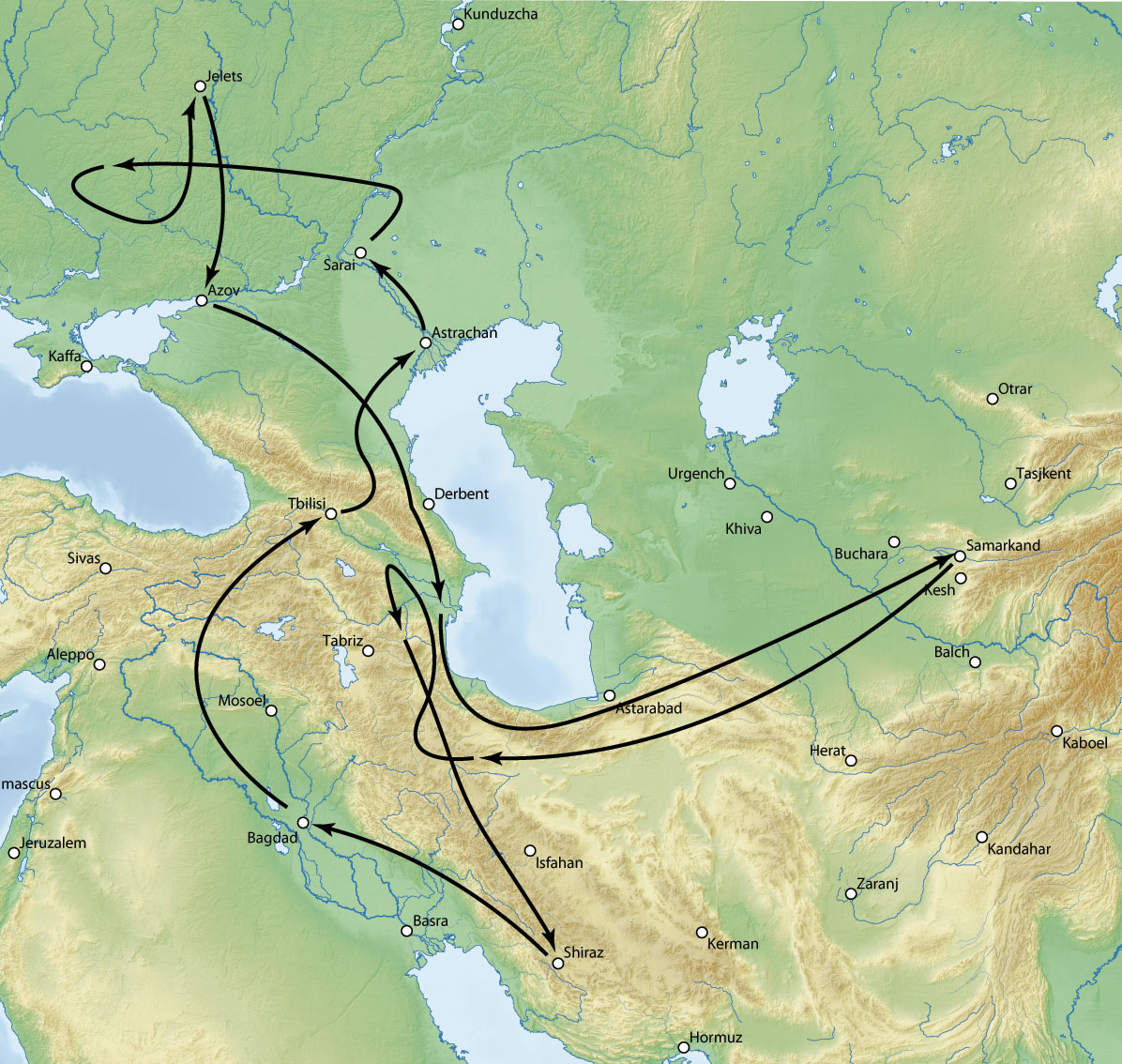
ティムールの遠征路（1392-1396）

帰国したティムールは1392年7月にペルシアの再征服戦争を開始する。最初にマーザンダラーンに進軍し、カスピ海沿岸のマーハーナ・サル要塞を攻略して同地を制圧する。翌1393年にはティムールは再びムザッファル朝を攻略すべく、ムハンマド・スルタンをスルターニーヤに派遣させ、自身はフーゼスターンを目指した。その頃のムザッファル朝では、トゥルスタのシャー・マンスールが庇護を求めてきたザイヌル・アービディンを捕えて監禁し、シーラーズ、イスファハン、アブルクーフを制圧する等、その勢いは侮り難いものになっていたのである。西方から攻め入ったティムールはトゥルスタ、フジスタンを攻略し、シーラーズ西北の要塞ガルエ・セフィードに至った。この要塞は高い岩山に築かれて断崖絶壁を誇っていた。ティムールは決死隊を使って攻略し、幽閉されていたザイヌル・アービディンを助け出した。要塞攻略後にティムールは3万騎を率いてシーラーズに迫る。これに対してシャー・マンスールは鉄騎兵4千を率いて迎え撃つ。戦いは乱戦を極め、ティムールとシャー・マンスールの一騎討ちが行われる程であったが、後者が戦死することで勝敗は喫した。その後、地方の君主達が相次いで帰順し、ムザッファル朝は滅亡したのである。
ウマル・シャイフに統治を委ねた後にティムールはバグダードのジャライル朝のスルタン・アフマドを突くべくクルディスタンから攻める作戦を採った。この策は成功し、スルタン・アフマドはエジプトのマムルーク朝の許へ逃亡した。8月30日にティムールはバグダードに入場し、ここで2か月程滞在したが、その間にイラク南部を掌握している。11月にバグダードを出発してクルディスタンに攻め入ったが、ここでウマル・シャイフが戦死した。翌1394年には黒羊朝やグルジア等を討ち、かくしてティムールは旧フレグ・ウルス領を制圧したのである。
その頃、トクタミシュは復讐の機をうかがい、マムルーク朝、オスマン帝国、黒羊朝と言ったイスラム諸国、更にはキリスト教国であるルーシ諸侯やリトアニア大公国も抱き込んで反ティムール同盟を結成せんとしていた。これに対してティムールはイスラム諸国に和平を請うべく使者を派遣したが、成果は芳しくなく、それどころかマムルーク朝のバルクークは使者を殺害して、更にはスルタン・アフマドを支援してバグダードを奪取する構えであった。北のコーカサスではリトアニア大公ヴィータウタスの支援を受けて勢力を盛り返したトクタミシュが不気味な姿を現わしていた。
ティムールは包囲網を打ち砕くために、最初に長年の敵トクタミシュと決着をつけるべく1395年2月末に出陣し、4月半ばにコーカサス北側のテレク河にてトクタミシュと激突した。戦いはティムールの勝利に終わり、トクタミシュは落ち延びた。ティムールはこれを追う形で、ルーシ諸侯、タナ、アストラハンを荒らし回り、止めとしてサライを徹底的に破壊・略奪したのである。ジョチ・ウルスは実質的にはこの時点で息の根を止められたと言っても過言ではない。零落したトクタミシュは乞食同然の身となり、後に死ぬ直前のティムールと和解するものの、1406年に殺害されるのである。1396年にティムールはペルシアに戻ったが、バグダードを攻めることなくサマルカンドに帰還したのであった。

### インド遠征
サマルカンドに帰還したティムールは広大な領土を息子・孫達の間で分割したが、その内、アフガニスタン方面を統治したピール・ムハンマド（ムハンマド・スルタンの弟）はカンダハールからシンド地方に軍を進めていたのだが、パンジャーブの要衝ムルタン攻略に手こずっていたのである。ティムールは、これを受けて1398年4月にサマルカンドを起ち、インド遠征を敢行した。インドへの征服事業はチャガタイ・ウルスの政策の一つだったから、ティムールもこの事業を継承する必要があったからである。当時、インドを支配していたのはトゥグルク朝であったが、ティムールは「異教徒を甘やかすデリー政権に鉄鎚を下す」のが大義名分であった。
8月なかばにカーブルに到着したティムールは、スレイマン山のパシュトゥーン人と交戦しつつ、インダス川を渡ってタル砂漠を横断した後にジェラム川に沿ってタラムバに至った。この地で略奪をして糧食を確保した後、10月末にラヴィ川とサトレジ川の間でピール・ムハンマドと合流した。ピール・ムハンマドは独力でムルタンを落としたものの、その後の豪雨で全ての軍馬を失っていたのである。ティムール軍は一気にデリーを目指し、バトニール、ルーニーの各要塞を落としていったが、この地で悪名高い「インド捕虜10万人の殺戮」を行う。12月17日にデリー郊外の平野でティムールはトゥグルク朝軍と激突したが、トゥグルク軍は繰り出す戦象にティムールの騎馬は怖気づいた。これに対してティムールは野牛の一群で戦象を封じ込めて勝利する。
12月18日にティムール軍はデリーに入城して破壊と略奪の限りを尽くした。1399年1月1日にティムールは莫大な財宝、職人、捕虜、戦象を伴いデリーを後にした。帰還の途中に西方方面の危機的状況を受け取り、ティムール自身は一足早く4月29日にサマルカンドに着いた。

### 7年戦役

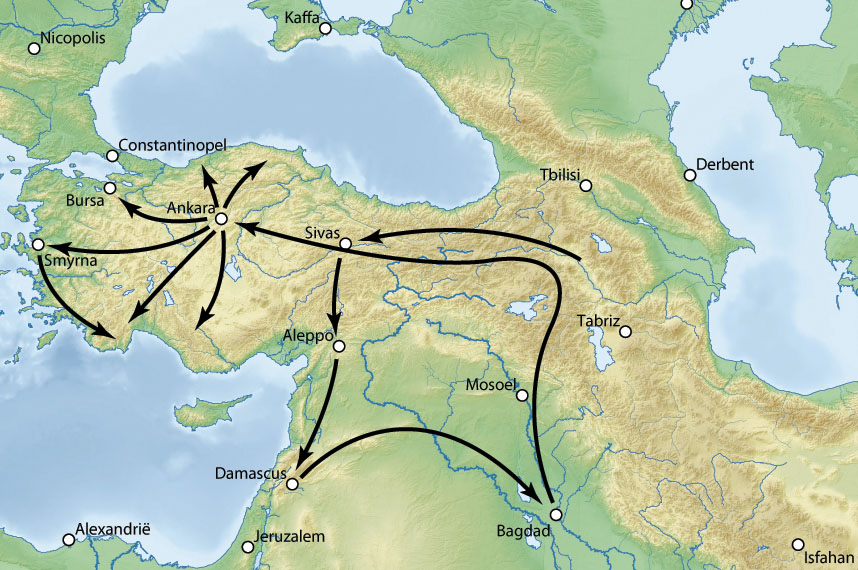
ティムールの遠征路（1399-1404）

西方方面は危機的状況に陥っていた。膨張著しいオスマン帝国のバヤズィト1世雷帝はアナトリア半島に浸食してカラマン・シヴァス両侯国を併合しティムール朝と国境を接するに至った。更にはジャライル朝と黒羊朝を支援し、ティムールの封臣であるタハルテンに圧力を加えていた。これに対して西方を任されていたミーラーン・シャーは有効な手立てを打てないどころか、精神を病み荒れた生活を送っていた。
この報告を受け取ったティムールは9月10日にサマルカンドを発つと現地のアゼルバイジャンに移り、その地でミーラーン・シャーを更迭してその側近を処刑することで引き締めを行った。その後、グルジアを下して、1400年8月にオスマン帝国の東方基地であるシヴァスを攻略して西方の安全を固めたのである。
その頃、マムルーク朝では前年にバルクークが死去し、その息子ファラジュが即位していた。ティムールはこれを好機と捉えて10月末にシリアに軍を進め、バハスナ、アインターブを次々と攻め落としてアレッポに迫った。アレッポを守るティムールタシュは籠城戦を採った。ティムールは「おびき寄せ戦法」を採り、城外に打って出たマムルーク朝軍は殲滅されたのであった。11月初めにアレッポは陥落し、休む間もなくティムールは南下してダマスカスへの包囲を開始した。（ダマスカス包囲戦）
ファラジュは大軍を率いてダマスカス郊外で陣を張り、使者を装った暗殺者を送るがティムールに見破られる。ティムールは憤激してこれを処刑し、恫喝を行った。ファラジュはこれを受け入れる形を採ったが、年が明けて1401年となるとカイロへ退却したが、ティムールは孫のアブー・バクル（ミーラーン・シャーの子）に追撃を命じて打ち破った。ダマスカスもやがて陥落するが、ティムールは「懲罰」として破壊と略奪に任せている。因みに、ティムールがイブン＝ハルドゥーンと会見しているのがこの頃である。
シリアが陥落したことによりバグダードのジャライル朝は袋の鼠も同然となった。6月にバグダードの包囲は開始され、7月9日に総攻撃が開始された。バグダードは徹底的に破壊され、切り取られた市民の首でピラミッドが幾つも作られたと言う。

#### アンカラの戦い
残るティムールの最後の課題はオスマン帝国であった。オスマンのバヤズィト1世はジャライル朝のスルタン・アフマドや黒羊朝のカラー・ユースフの亡命を受け入れ、タハルティンを始めとするアナトリア諸侯に圧力を加え続けていた。1402年にティムールはアナトリアに侵攻した。この時点でもティムールは和平の機をうかがっていた。しかし、バヤズィト1世からの返書は侮辱に満ちたものであった。ティムールは遂に決戦の意思を決めたのであった。
ティムール動くの報を聞いたバヤズィト1世はコンスタンティノープル包囲を切り上げてアンカラで軍を結集させ、一部を守備隊として残し、残りの軍勢でトゥカトへ向かった。この報を聞いたティムールはバヤズィト1世の裏をかいでアンカラに達したのであった。
7月20日にアンカラの戦いの火蓋が切られた。ティムール軍は、右翼にミーラーン・シャー、左翼には末子のシャー・ルフ、中央にはムハンマド・スルタン、その背後にティムール自身が配置し、全軍の前衛には戦象がいた。一方、オスマン軍は、右翼にセルビアの鉄騎兵が、左翼にはバヤズィト1世の長男スレイマン・チェレビが、中央にはバヤズィト1世自身が率いるイェニチェリが配置されていたのである。両軍合わせて100万もの軍勢が集まったと言う。
ティムール軍からは右翼軍アブー・バクルの先鋒隊が襲いかかり、オスマン軍からはセルビア騎兵が襲いかかる。両軍とも一進一退の攻防が続いたが、オスマン側のトルコマン部隊の寝返りが帰趨を決めた。オスマン軍は総崩れとなり、2人の息子とともにバヤズィト1世は捕えられた。ティムールはこれを丁重に遇したが、翌年にバヤズィト1世は失意の内に没した。ティムールはオスマン軍の残党を追討しつつ、ヨハネ騎士団が籠るイズミルを落とした。ティムールはカラマン諸侯に元の領土を返却した。更に、マムルーク朝が正式に、貨幣とフトバにティムールの名を刻むことで恭順の意思を示した。
だが、この間にティムールは戦友のサイフ・ウッディーン、名目上のハーン位に就いていたスルタン・マフムード、そして後継者である嫡孫のムハンマド・スルタンを立て続けに失ったのである。特に最後の2人は帝国の要として重要な人物であったから、打撃は大きかった。

### 最後の遠征
サマルカンドに帰還したティムールは1404年9月にクリルタイを開いた。西方諸王家を束ねたティムールにとって最後の課題は旧大元ウルスの所領の回復であった。そのための東方遠征計画が開かれたのである。
11月27日にティムールは20万の軍を率いて最後の遠征にでた。ティムール軍には北元の皇子オルジェイ・テムルがいた。この年の冬は厳しくティムール軍はオトラルで立ち往生になった。この地でティムールは重病になり、1405年2月18日に波乱に満ちた生涯を閉じた。遠征は直ちに打ち切られた。なお、オルジェイ・テムルは独力でモンゴリアを目指して第8代北元ハーンに就いている。

## 評価
モンゴル帝国再建を目指したティムールであったが、西方の統一に成功したのみならず——名ばかりではあるが——マムルーク朝やオスマン帝国まで服属させるに至り、その業績はモンゴル帝国を上回るものであった。だが、破壊と殺戮もモンゴル帝国に劣るものではなく、その対象の殆どがイスラム諸国であった。イスラム世界がティムールから蒙った打撃は十字軍やモンゴル帝国に匹敵するか、場合によってはそれをも上回るものであり、特にメソポタミア地方は20世紀まで不毛の状態が続いたのである。しかも帝国はティムール自身に殆ど拠っていたから、これが死ぬと分裂してしまったのである。ティムールの征服戦争の内、単なる略奪地に過ぎなかったインドが新たな活路を開くことになった。ティムールの5代の孫にあたるバーブルが「第二次ティムール朝」とも言うべきムガル帝国を開くのである。